# KRT (Fernsehsender)
KRT (ukrainisch КРТ) ist ein ehemaliger ukrainischer religiöser Fernsehsender (2003–2020). Der Sender bezeichnet sich selbst als „orthodoxer Fernsehsender“, jedoch ohne nähere Beziehung zur orthodoxen Kirche. Der Sender ging erstmals am 26. April 2003 auf Sendung. Er zeigt vor allem Informationssendungen, aber auch einige Filme.
KRT kann in Europa über den Satelliten Astra 4A (4,8° Ost; bis 2010 als Sirius 4 von SES Sirius betrieben) empfangen werden.